# 沃羅比伊夫卡 (大米海利夫卡區)
47°6′21″N 30°15′43″E / 47.10583°N 30.26194°E
沃羅比伊夫卡（烏克蘭語：Воробіївка）是位於烏克蘭西南部的村莊，由敖德萨州贝雷济夫卡区的茲納姆揚卡市鎮負責管轄。該村始建於1815年，面積0.91平方公里，海拔高度27米，2001年人口331，人口密度每平方公里363.74人。